# 泰伯城 (北卡羅萊納州)
泰伯城（英語：Tabor City）是一個位於美國北卡羅萊納州哥倫布縣的城鎮。

## 人口
根據2020年美國人口普查的數據，泰伯城的面積為8.72平方千米，當中陸地面積為8.71平方千米，而水域面積為0.01平方千米。當地共有人口3781人，而人口密度為每平方千米434人。